# Cornton
Cornton és un districte de la ciutat de Stirling a la riba nord del riu Forth, al centre d'Escòcia.

## Història
Es troba entre els assentaments més antics de Stirling originaris de l'època preromana i el manteniment del graó marcat per la carretera Causewayhead. L'àrea que ara és el Cornton i al costat oposat, el Raploch, van ser els únics parcel·les de sòl agrícola disponibles abans de drenar programes d'èpoques posteriors. La Batalla de Wallace de Stirling Bridge va tenir lloc al voltant del lloc de l'actual urbanització i, tot i que no hi ha un marcador clar en cap lloc per informar el visitant aventurer, la posició dominant de l'Abbey Craig indica la ruta natural a l'escena de la batalla.
El pont original va ser anecdòticament considerat com posicionat almenys cinquanta metres d'altitud des de la ubicació actual del pont medieval i les immersions arqueològiques del segle passat, aportant evidència dels pilars originals d'un pont anterior.
Cornton acull l'única presó de tota dona a Escòcia, Cornton Vale. La presó, construïda el 1975, es troba al nord de l'àrea d'habitatges, a prop del riu Forth.